# Anatololacerta
Anatololacerta es un género de lagartos de la familia Lacertidae. Sus especies se distribuyen por Grecia y Turquía.

## Especies

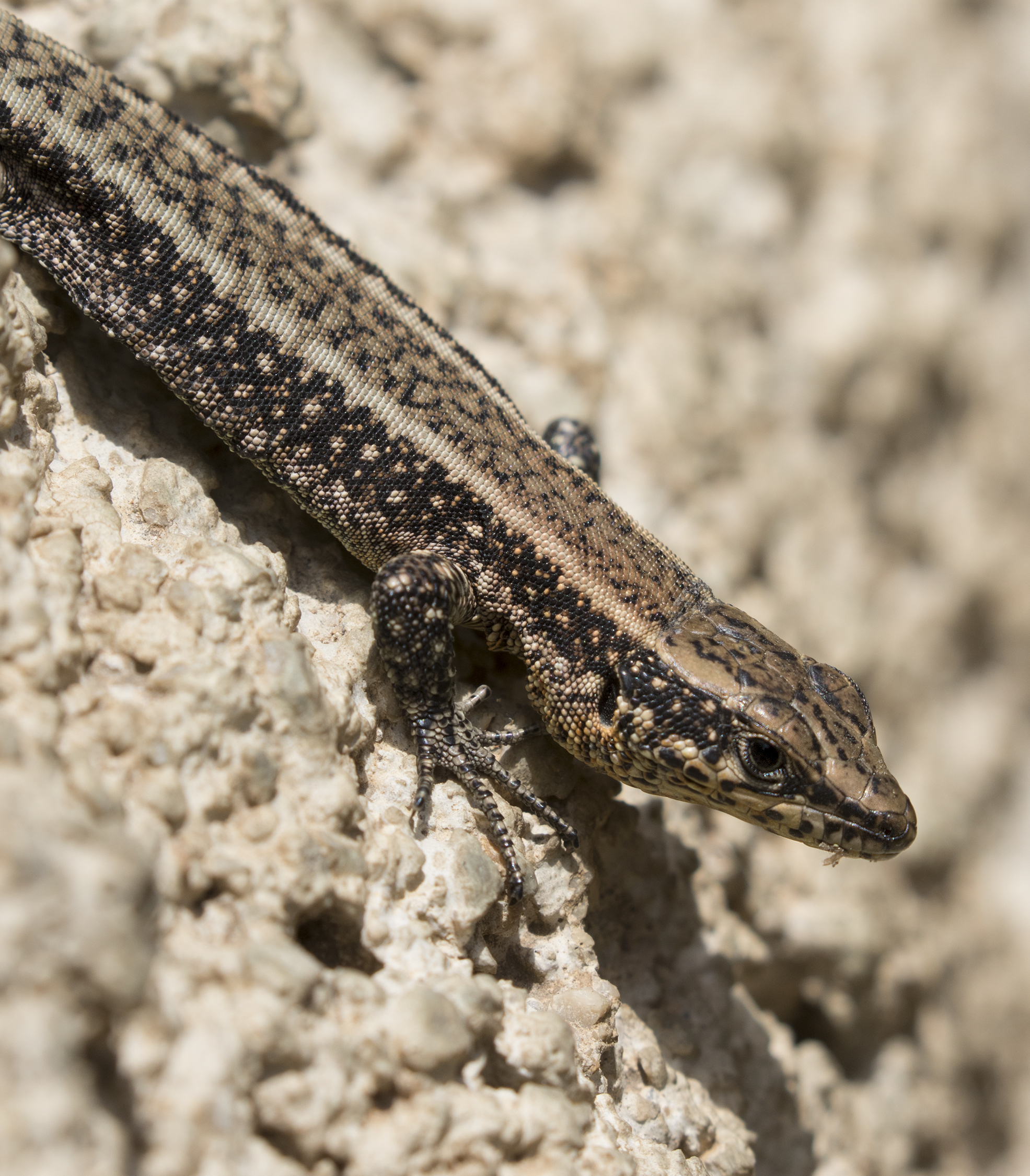
Anatololacerta pelasgiana

Se reconocen las siguientes cuatro especies:
- Anatololacerta anatolica (Werner, 1900)
- Anatololacerta budaki (Eiselt & Schmidtler, 1987)
- Anatololacerta danfordi (Günther, 1876)
- Anatololacerta pelasgiana (Mertens, 1959)